# Пробка — невероятная история
«Пробка — невероятная история» (итал.  L'ingorgo - Una storia impossibile) — драма Луиджи Коменчини, вышедшая на экраны в 1979 году и поставленная по мотивам новеллы Хулио Кортасара «Южное шоссе».

## Сюжет
Множество автомобилей застряли в грандиозной пробке на шоссе между Римом и Неаполем. В ловушку на 36 часов попали самые разные люди из разных сословных классов. В картине нет главных героев и сюжет разбит на множество подсюжетов.
Состоятельный адвокат пытается вырваться из пробки. Муж и жена ссорятся и решают подать на развод из-за подозрения в измене. Двое супругов, ехавших на празднование серебряной свадьбы, ругаются из-за потерявшихся ключей от дома. Жизнь продолжается, но постепенно атмосфера в пробке накаляется. Ближе к концовке комедийный тон постепенно сменяется на трагедию. Один из застрявших пытается покончить жизнь самоубийством. Девушку запирают и насилуют в автомобильном фургоне. Свидетели этого события рассуждают — вмешаться или лучше досмотреть зрелище?

## В ролях
- Альберто Сорди — Де Бенедетти
- Анни Жирардо — Ирен
- Фернандо Рей — Карло
- Марчелло Мастроянни — Марко Монтефочи
- Жерар Депардьё — Франко
- Уго Тоньяцци — профессор
- Миу-Миу — Анжела
- Анхела Молина — Мартина
- Стефания Сандрелли — Тереза
- Патрик Девер — юноша
- Джанни Кавина — Помпео
- Орацио Орландо — Феретти

## Премии и номинации
- 1979 — Фильм участник основного конкурсного показа Каннского кинофестиваля